# 89-та піхотна дивізія (США)
89-та піхотна дивізія (США) (англ. 89th Infantry Division (United States) — військове з'єднання, дивізія армії США. Дивізія брала участь у бойових діях Першої та Другої світових війн.

## Історія
89-та піхотна дивізія вперше була сформована під командуванням генерал-майора Леонарда Вуда у серпні 1917 року, незабаром після вступу США у Першу світову війну. Під час Першої світової війни дивізія складалася з 177-ї (353-й та 354-й піхотні полки, 341-й кулеметний батальйон) та 178-ї (355-й та 356-й піхотні полки, 342-й кулеметний батальйон) піхотних бригад і 164-ї артилерійської бригади (340-й, 341-й і 342-й артилерійські полки), 314-го інженерного полку та окремих підрозділів. Дивізія входила до складу Американських експедиційних сил і брала участь у боях на Західному фронті у Франції. Билася в бою за Сен-Мієль та в Мез-Аргоннській операції. За час бойових дій в Європі дивізія втратила 1591 людей (980 — загиблими та 611 — пораненими у бою). У травні 1919 року розформована.
У вересні 1921 році відновлена у складі Національної гвардії армії США, у зоні її відповідальності перебували штати Небраска, Канзас та Південна Дакота.
Вдруге 89-та піхотна дивізія сформована після вступу США у Другу світову війну. 21 січня 1945 року 89-та піхотна дивізія висадилася у Франції в місті Гавр і декілька тижнів перебувала на етапі підготовки до бойових дій, доки 11 березня 1945 року її не передислокували до переднього краю, на рубіж річки Зауер, зосередивши на вихідних позиціях для наступу поблизу люксембурзького Ехтернаха. Наступного дня наступ розпочався і частини 89-ї дивізії, подолавши з ходу Зауер, наступали у напрямку ріки Мозеля, яку подолали 17 березня. Наступ продовжився, і 26 березня дивізія форсувала річку Рейн, під сильним вогнем німецького вермахту в районі Велміч-Обервезель.
6 квітня 1945 року підрозділи дивізії здобули Айзенах. 8 квітня американські війська вступили у Фрідріхрода. Дивізія продовжувала рухатися на схід до річки Мульде, 17 квітня захопивши Цвікау. 23 квітня наступ був призупинений і відтоді до дня завершення війни в Європі дивізія вела лише обмежені бойові дії, виконуючи переважно завдання з патрулювання та забезпечення безпеки окупованих територій центральної Німеччини.